# NGC 3687
NGC 3687 (другие обозначения — UGC 6463, MCG 5-27-73, MK 736, ZWG 156.78, KUG 1125+297, PGC 35285) — галактика в созвездии Большая Медведица.
Этот объект входит в число перечисленных в оригинальной редакции «Нового общего каталога».
В галактике вспыхнула сверхновая SN 1989A типа Iа. Её пиковая видимая звёздная величина составила 15,3